# Hwanghae Północne
Hwanghae Północne (kor. 황해북도, Hwanghae-pukto) – jest prowincją Korei Północnej. Została utworzona w 1954 roku po podzieleniu dawnej prowincji Hwanghae na dwie części Hwanghae Północne i Hwanghae Południowe. Stolicą jest Sariwŏn.  

## Geografia
Prowincja graniczy od północy z Pjongjangiem i P’yŏngan Południowym, od wschodu z Kangwŏnem, od południa z Obszarem Przemysłowym Kaesŏng i Hwanghae Południowym od strony południowo-zachodniej. W 2003 roku Kaesŏng (Kaesŏng Chikhalsi - miasto administrowane przez rząd) zostało przyłączone do prowincji Hwanghae Północne.

## Podział administracyjny
Hwanghae Północne podzielone jest na 3 miasta (kor. "Si") oraz 16 powiatów (kor. "Kun").

## Miasta
- Sariwŏn-si (사리원시; 沙里院市)
- Kaesŏng-si (개성시; 開城市) – przyłączone w 2003
- Songnim-si (송림시; 松林市)

## Powiaty
- Changp’ung-gun (장풍군; 長豐郡) – przyłączony w 2003
- Hwangju-gun (황주군; 黃州郡)
- Kaep’ung-gun (개풍군; 開豐郡) – przyłączony w 2003
- Koksan-gun (곡산군; 谷山郡)
- Kŭmch’ŏn-gun (금천군; 金川郡)
- Pongsan-gun (봉산군; 鳳山郡)
- P’yŏngsan-gun (평산군; 平山郡)
- Rinsan-gun (린산군; 麟山郡)
- Sin’gye-gun (신계군; 新溪郡)
- Sinp’yŏng-gun (신평군; 新坪郡)
- Sŏhŭng-gun (서흥군; 瑞興郡)
- Suan-gun (수안군; 遂安郡)
- T’osan-gun (토산군; 兎山郡)
- Ŭnp’a-gun (은파군; 銀波郡)
- Yŏnsan-gun (연산군; 延山郡)
- Yŏnt’an-gun (연탄군; 燕灘郡)

## Klasztory buddyjskie
- Anhwa sa
- Kwanŭm sa
- Ryŏngt’ong sa
- Sŏngbul sa